# Троицкая улица (Одесса)
Улица Троицкая — улица в историческом центре Одессы, от Маразлиевской до Преображенской улицы.

## История
Первое название — Форштадская, так как по ней проходила граница Южного Форштадта. В 1820 году сменила название на Троицкую в честь греческой Троицкой церкви, училище которой (Родоконакиевское женское училище) находилось на этой улице. Сама церковь (теперь — Троицкий собор) находилась рядом, на Екатерининской улице.
С установлением советской власти, в 1923 году, улица была названа в честь известного деятеля коммунистического движения Григория Зиновьева, это название улица сохраняла по 1933 год. После осуждения Зиновьева, в 1934 году улица меняет своё название и становится улицей Рабоче-Крестьянской милиции, после чего в период до 1946 года меняет своё название на 15-летие Милиции, потом просто Милиции. С 1946 по 1991 годы улица носит название Ярославского, также в честь коммунистического деятеля Емельяна Ярославского.
С обретением Украиной независимости, после 1991 года, улице было возвращено историческое название — Троицкая.

## Достопримечательности

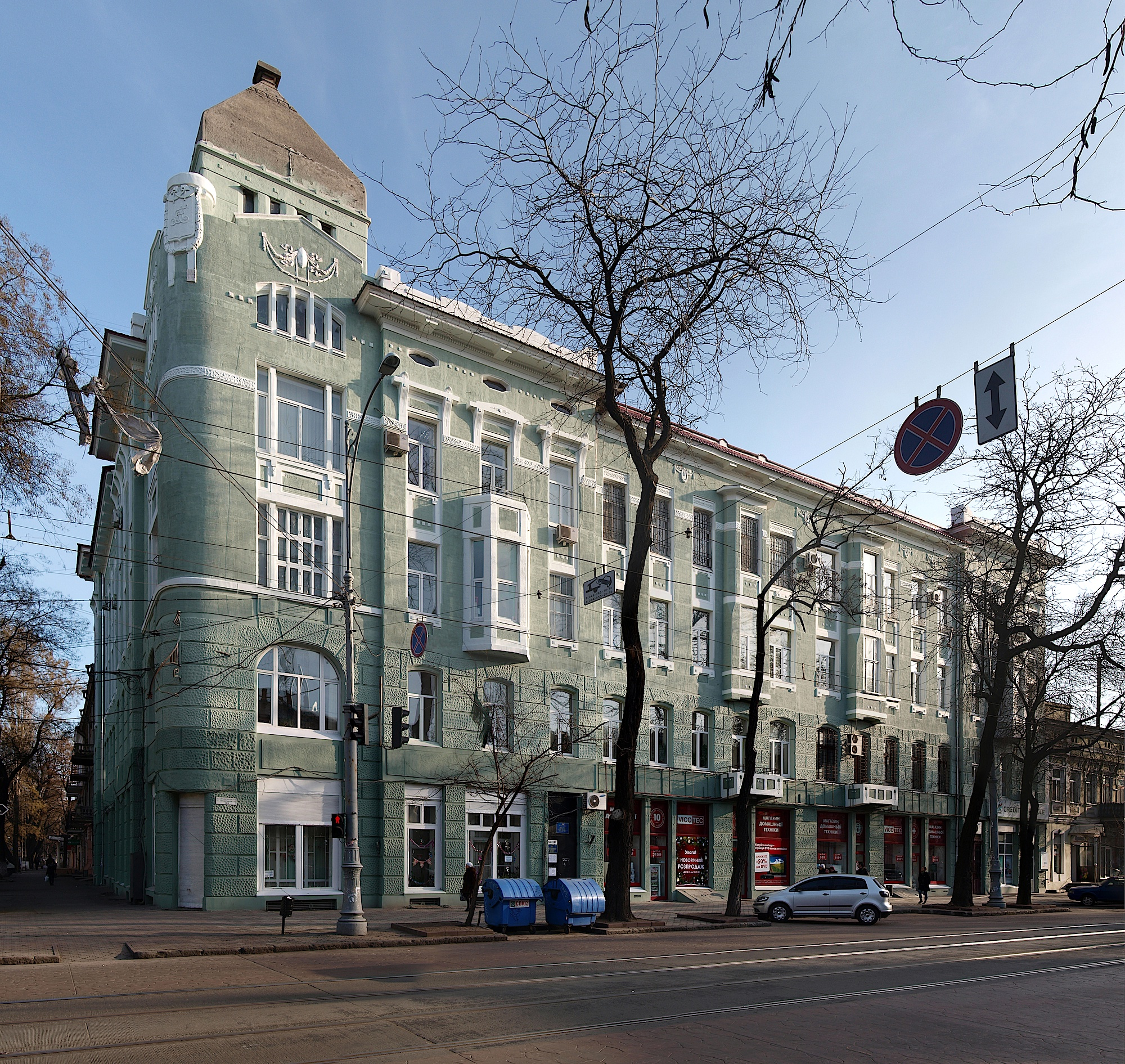
дом Блюмберга

- д.49/51 — дом Блюмберга (сейчас — Одесская областная универсальная научная библиотека имени М. С. Грушевского)